# Karl von Schönberg

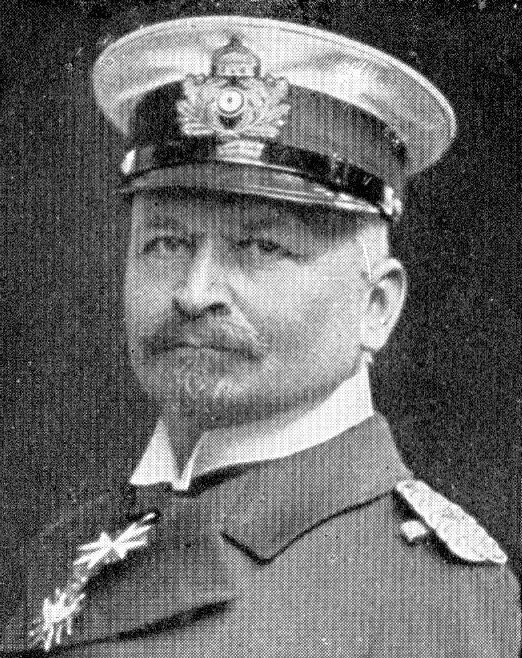
Karl von Schönberg

Karl Christian Franz von Schönberg (* 12. April 1872 in Kreipitzsch; † 8. Dezember 1914 im Südatlantik) war ein deutscher Marineoffizier der Kaiserlichen Marine. Vier Monate nach Beginn des Ersten Weltkrieges fiel er im Seegefecht bei den Falklandinseln als Kommandant des Kleinen Kreuzers Nürnberg.

## Leben
Karl von Schönberg entstammte dem Adelsgeschlecht von Schönberg und wurde als zehntes Kind von Anna Louise von Schönberg, geborene von Helbig, (1831–1873) und Haubold von Schönberg (1821–1897) geboren. Franz von Schönberg war sein Großvater. Durch den früheren Tod der Mutter wuchs er allein mit seinen neun Geschwistern beim Vater auf und entschied sich früh für eine Laufbahn in der Marine.
Am 14. April 1890 trat Karl von Schönberg seinen Dienst als Kadett auf dem Segelschulschiff Niobe an und besuchte anschließend bis März 1891 den Kadettenkurs an der Marineschule. Nach mehreren Verwendungen auf unterschiedlichen Kriegsschiffen wurde Karl von Schönberg am 8. April 1891 zum Seekadetten und am 22. Mai 1893 zum Unterleutnant zur See ernannt. Von Oktober 1893 bis August 1894 belegte er den Offizierlehrgang an der Marineschule und wurde danach zum Torpedo-Offizier auf einem Panzerkanonenboot ausgebildet. Ab Oktober 1894 diente er auf dem Panzerkanonenboot Crocodill in Danzig im Küstenschutz.
Anfang 1896 zum Leutnant zur See ernannt, diente Karl von Schönberg als Wachoffizier auf dem Kleinen Kreuzer Irene beim Kreuzergeschwader in Ostasien. An der Erwerbung des Pachtgebietes Kiautschou durch das Kreuzergeschwader war Karl von Schönberg jedoch nicht beteiligt, da sein Schiff zu dieser Zeit im Dock lag.
Nach der Rückkehr aus Ostasien diente Karl von Schönberg in der I. Matrosendivision und erhielt mehrere Bordkommandos zu Ausbildungszwecken. Mit dem Torpedoboot S 72 begleitete er Kaiser Wilhelm II. 1901 auf der Jacht Hohenzollern bei der jährlichen Nordlandreise nach Norwegen. Am 15. März 1902 wurde Karl von Schönberg zum Kapitänleutnant befördert und erhielt danach sein erstes Kommando über das Torpedoboot S 100. Nach Lehrgängen an der Marineakademie und der Ausbildung zum Navigationsoffizier diente er bis 1907 auf dem Panzerkreuzer Yorck. Anschließend wurde er in das Reichsmarineamt in Berlin versetzt und am 9. November 1907 zum Korvettenkapitän befördert.
Am 6. Juli 1908 heiratete er in Berlin Alice von Pelet-Narbonne (* 3. März 1881 in Düsseldorf; † 28. April 1937 in Dresden), Tochter der Klementine Bartels und des Generals Gerhard von Pelet-Narbonne. Am 17. April 1912 wurde die einzige Tochter Walburg von Schönberg geboren, die 1932 Dietrich Lehfeldt (1903–1962) heiratete, der Jurist war, und Landwirt auf Gut Lehfelde Ebenfalls 1912 erhielt Karl von Schönberg das Kommando über den Kleinen Kreuzer Hela und wurde am 25. April 1912 zum Fregattenkapitän ernannt. Danach stand er zur Verfügung beim Stationschef der Marinestation der Ostsee in Kiel.

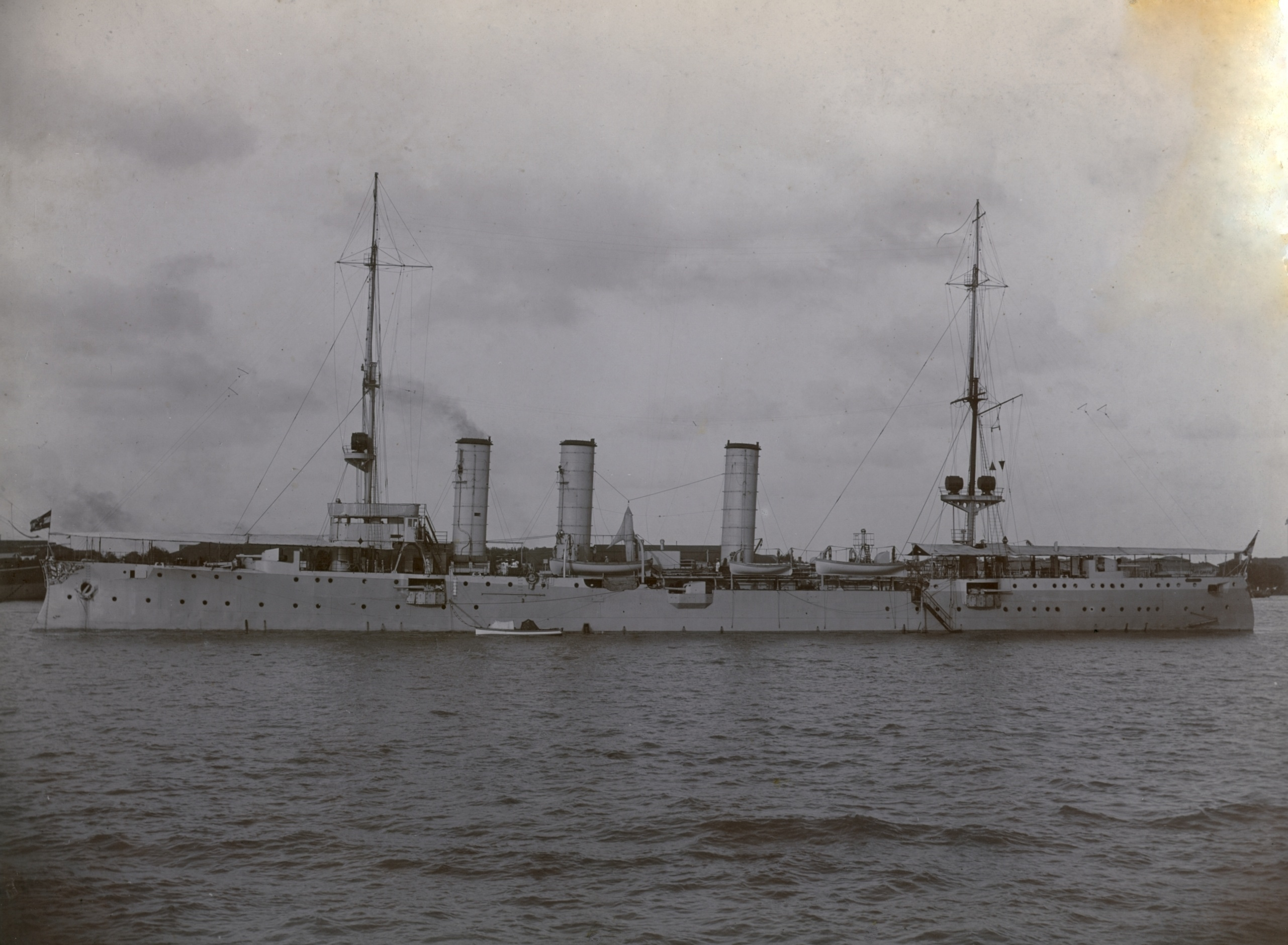
Kreuzer Nürnberg

Im Dezember 1913 übernahm Karl von Schönberg das Kommando über den Kleinen Kreuzer Nürnberg als Teil des Kreuzergeschwaders unter Admiral Maximilian von Spee, der zu dieser Zeit zum Schutz der deutschen Bürger in der mexikanischen Revolution 1913/1914 an die Westküste Mexikos entsandt war. Seine Beobachtungen in Mexiko hielt Karl von Schönberg in einem privaten Tagebuch fest, das darüber hinaus auch die Zeit des Ersten Weltkrieges behandelt und als Quellenedition der Öffentlichkeit zugänglich ist.
Nach Beginn des Ersten Weltkrieges traf die Nürnberg Anfang August 1914 wieder mit dem Kreuzergeschwader zusammen. Als Kommandant der Nürnberg nahm Karl von Schönberg am Seegefecht bei Coronel am 1. November 1914 teil, in dem sein Schiff den britischen Panzerkreuzer Monmouth bekämpfte. Wenige Wochen später wurde das Kreuzergeschwader am 8. Dezember 1914 im Seegefecht bei den Falklandinseln beinahe vollständig vernichtet. Im Gefecht mit dem Panzerkreuzer Kent wurde die Nürnberg versenkt und Karl von Schönberg ging mit dem größten Teil der Besatzung unter.

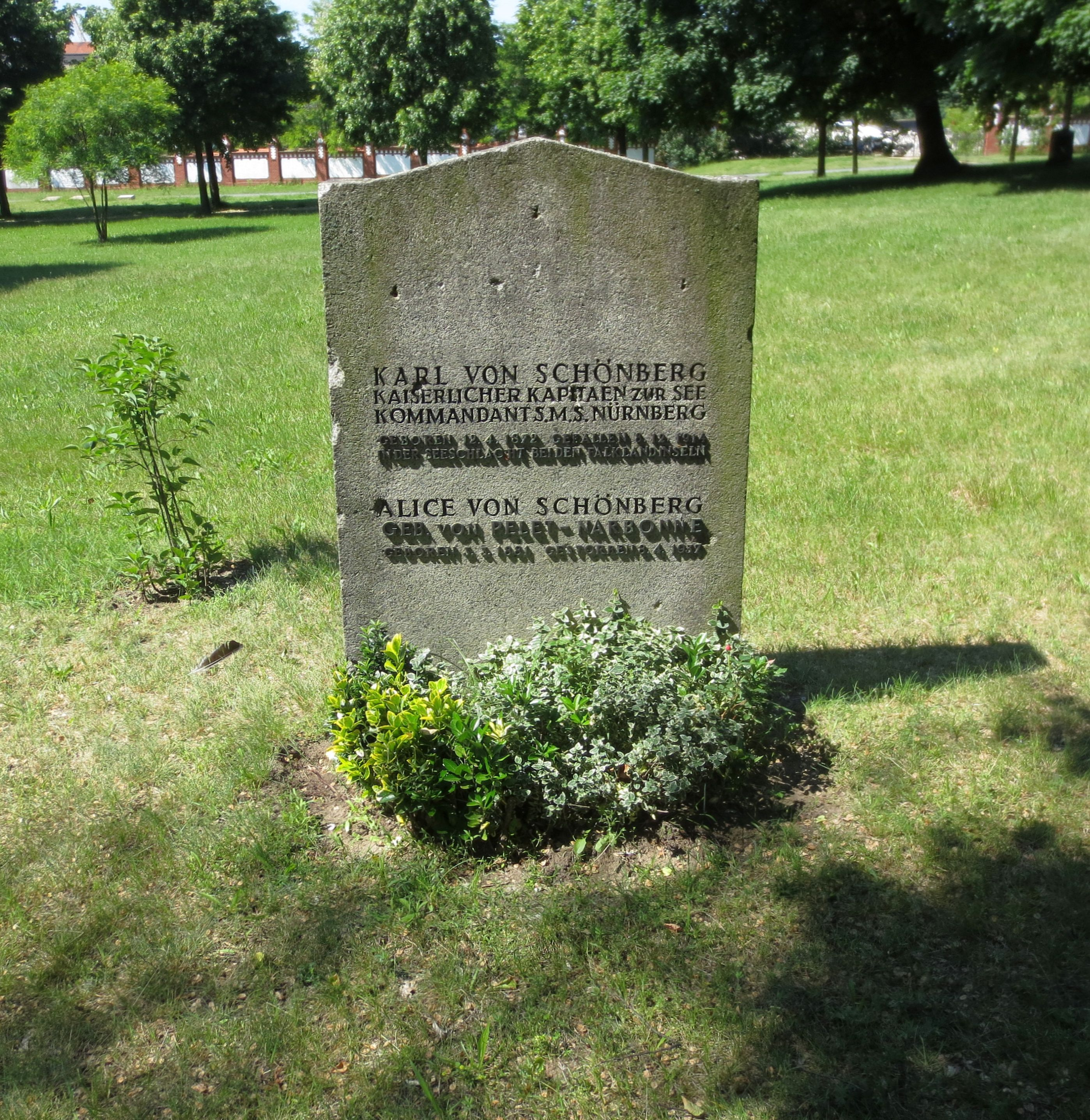
Grab des Kapitäns zur See Karl von Schönberg auf dem Invalidenfriedhof in Berlin

## Erinnerungskultur
1918 wurde das Vorpostenboot Von Schönberg nach Karl von Schönberg benannt, kam aber in der Kaiserlichen Marine nicht mehr zur Verwendung. Es wurde an eine Fischdampferreederei übergeben und ging als Scharnhorst Ende 1927 im Weißen Meer verschollen.

## Schriften (Auswahl)
- Vom Auslandsdienst in Mexiko zur Seeschlacht von Coronel. Reisetagebuch 1913–1914 (= Kleine Schriftenreihe zur Militär- und Marinegeschichte. Bd. 9). Hrsg. Gerhard Wiechmann, Verlag Winkler, Bochum 2004, ISBN 3-89911-051-X.